# Красный Боец (Алтайский край)
Красный Боец — железнодорожная станция (тип населённого пункта) в Тальменском районе Алтайского края. Входит в состав Новоперуновского сельсовета.

## География
Расположен на севере края, в лесостепной зоне, вблизи границы с Новосибирской областью.
Климат
континентальный. Средняя температура января — −19,5 °C, июля — +18,8 °C. Годовая норма атмосферных осадков 465 мм. Почвы — тёмно-серые лесные и выщелоченные среднегумусные чернозёмы.

## История
Основана в 1914 г. при строительстве железной дороги.
В 1928 году казарма 145 км состояла из 6 хозяйств. В административном отношении входила в состав Новоперуновского сельсовета Тальменского района Барнаульского округа Сибирского края.

## Население
| 1926 | 1997 | 1998 | 1999 | 2000 | 2001 | 2002 | 2003 | 2004 |
| ---- | ---- | ---- | ---- | ---- | ---- | ---- | ---- | ---- |
| 26   | ↗130 | ↘127 | ↘123 | ↗130 | ↗143 | ↘137 | ↘136 | ↘133 |
| 2005 | 2006 | 2007 | 2008 | 2009 | 2010 | 2011 | 2012 | 2013 |
| →133 | ↗137 | →137 | ↗142 | ↗163 | ↘138 | ↘136 | ↘126 | ↘122 |

Национальный состав
В 1928 году в казарме 145 км основное население — русские.
Согласно результатам переписи 2002 года, в национальной структуре населения русские составляли 93 %.

## Инфраструктура
Путевое хозяйство. Действует железнодорожная станция Красный Боец — конечный пункт барнаульских пригородных поездов.

## Транспорт
Автомобильный и железнодорожный транспорт.